# Demòstenes
|  | «Demòstenes» redirigeix aquí. Vegeu-ne altres significats a «Demòstenes (desambiguació)». |

Demòstenes (grec antic: Δημοσθένης)  (Peània de Dalt, 384 aC - Poros, 12 d'octubre de 322 aC) fou un orador i estatista atenenc. El seu pare també es deia Demòstenes. Dionís d'Halicarnàs diu que va néixer el 382 aC, i Gneu Gel·li diu que fou el 355 aC. En la Vida dels deu oradors es diu que va néixer a l'arcontat de Dexiteu, que fou el 385 aC. La data més probable n'és entre el 385 aC i el 383 aC.

## Biografia

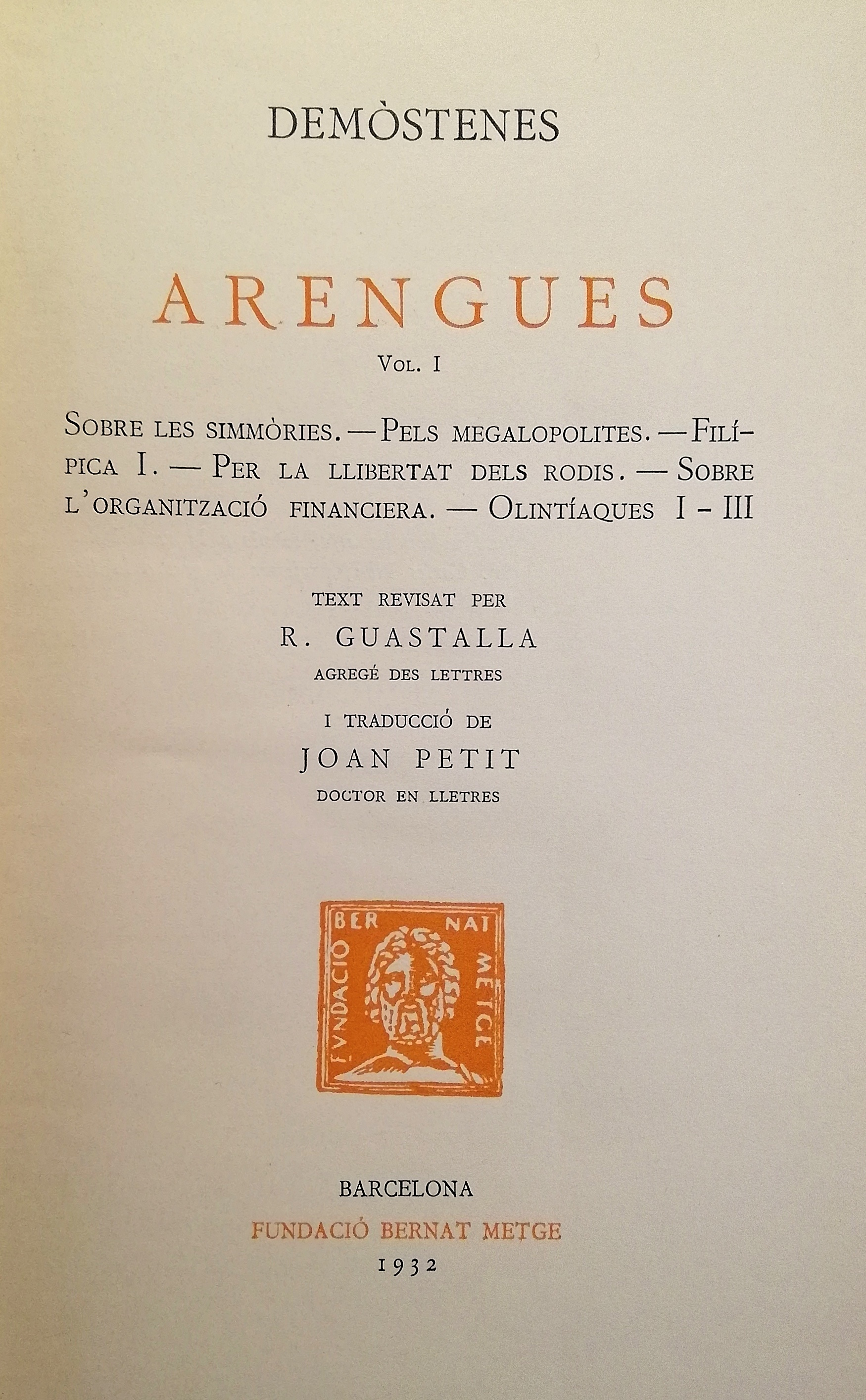
Arengues (discursos vol. I) de Demòstenes, traducció catalana publicada a Barcelona l'any 1932 per la Fundació Bernat Metge

A la mort del seu pare, que va deixar vídua (la filla de Giló) i dos fills, tenia uns 7 anys i la seva germana només 5 anys. La custòdia va correspondre per desig patern a Afobe (Aphobus), fill de la seva germana, a Demofó, fill del seu germà, i a un vell amic de nom Terípides. La condició era que la vídua s'havia de casar amb Afobe, Demofó amb la filla (quan arribés a l'edat) i el tercer havia de tenir cura de Demòstenes fins que fos major d'edat. Els tres no van complir l'encàrrec i de fet es van apoderar de l'herència, que pujava a uns 14 talents.
Quan Demòstenes va arribar a la majoria d'edat l'herència s'havia reduït a una dotzena part. La seva educació no fou prou bona, ja que els custodis no volien pagar els mestres. Però sembla que fou educat en oratòria per Iseu de Calcis, el més eminent del mestres d'oratòria de l'època.
En arribar a la majoria d'edat, Demòstenes va cridar els custodis perquè li expliquessin els comptes del llegat (366 aC), cosa que van estar demorant durant dos anys. Durant aquest temps, la causa fou investigada pels "dietetes" (diaeteae) que van dictar sentències parcials a favor de Demòstenes; al tercer any a l'arcontat de Timòcrates (364 aC) va llençar l'acusació formal contra Afobe i es va reservar els drets contra els altres dos; Afobe fou condemnat a una multa de 10 talents. En les accions d'aquest temps, per la seva constitució física va rebre el renom de Βάταλος, ('jove delicat').
Després es va enfrontar a Mídies, que havia donat suport a Afobe. La lluita va començar el 361 aC quan Mídies va entrar a casa de Demòstenes i el va insultar. Demòstenes va seguir contra ell l'acció de κακηλορία, i Mídies fou condemnat, però no va complir la condemna imposada i la va demorar per uns anys, durant els quals l'enfrontament va continuar, fins que Demòstenes va retirar l'acusació a canvi d'un pagament menor, però que implicava reconèixer la culpa (353 aC).
El 356 aC, va deixar els discursos privats (almenys en part) per passar a l'oratòria pública. El 355 aC, va fer un discurs contra Leptines i Androtion i el 353 aC en va fer un altre contra Timòcrates. El 354 aC fou confirmat com a Βουλευτής, i el 353 aC com a architeoros, dignitats ambdues protocol·làries.
El 354 aC es va pronunciar contra l'expedició a Eubea (sense èxit) i contra la guerra amb Pèrsia (discurs anomenat περὶ συμμορῶν), i el 353 aC va parlar en favor de Megalòpolis (ὑπὲρ Μεγαλοπολτῶν) i contra la demanda d'Esparta d'ocupar aquesta ciutat.
La seva primera filípica (Filípiques, com es van anomenar els seus discursos contra Filip II de Macedònia) correspon al 352 aC. En favor d'Olint va escriure tres discursos (les Olintíaques, 350-349 aC), però finalment la ciutat fou conquerida pels macedonis el 349 aC. En la pau anomenada de Filòcrates amb Filip II, que va seguir, la posició de Demòstenes no és prou clara i els historiadors no s'hi han posat d'acord.
La segona filípica (345 aC o 344 aC) anava dirigida contra les falsedats d'aquesta pau. El 343 aC, va fer el discurs sobre l'illa d'Halonnesos o Alònnisos (Sobre l'Halonnès, Περὶ Ἁλονήδον) i dues filípiques més als dos anys següents.
El 339 aC, Filip fou nomenat comandant de l'exèrcit de l'amfictionia en la Guerra Sagrada. L'oposició atenenca es va acabar en la Batalla de Queronea (338 aC, per als grecs dia 7è de Metagitnion). Filip va oferir a Atenes una pau honorable.
Immediatament, van seguir acusacions contra Demòstenes per part del partit favorable a Macedònia, encapçalats per Sòsicles, Diondes, Melante, Aristogitó i d'altres, i especialment Èsquines. Ctesifon va proposar honorar Demòstenes amb la corona daurada, però Èsquines s'hi va oposar, tot atacant Ctesifon quan en realitat blasmava Demòstenes. L'acusació contra ell es va demorar fins al 330 aC. En aquest any, en el judici va fer el discurs περὶ στεφάνου. Èsquines no va aconseguir prou suport i va haver de partir cap a l'exili.
A la revolta de Tebes contra Alexandre el Gran, Demòstenes va ser partidari de l'ajut als tebans, però la destrucció de Tebes va posar fi al conflicte (335 aC). Demades fou enviat com a ambaixador al rei, que va exigir el lliurament dels líders del partit democràtic, entre els quals Demòstenes, demanda que finalment va retirar.
El rei se'n va anar a Àsia i la tranquil·litat va tornar a Atenes, fins que Hàrpal (Harpalos), al qual Alexandre va deixar a Babilònia quan se'n va anar cap a l'est, va agafar el tresor, va sortir de Babilònia, i es va presentar a Grècia amb sis mil mercenaris, i arribà a Atenes el 325 aC; va comprar la protecció de la ciutat a canvi de repartir or entre els principals oradors. Això fou mal vist pel partit favorable a Macedònia, i Antípater, regent de Macedònia, va exigir el lliurament d'Hàrpal (Harpalos) i jutjar els que havien rebut suborns; entre els sospitosos hi havia Demòstenes.
No és segur si Demòstenes era culpable o no (la crítica moderna el considera innocent), però fou jutjat. Es va defensar en el discurs περὶ τοῦ χρυσιου, però fou declarat culpable i empresonat; es va escapar amb la complicitat dels mateixos magistrats atenencs i va fugir a la Trozene i a Egina.

## Retorn de l'exili
El 323 aC Alexandre va morir; tot i així, Demòstenes era encara a l'exili i convidava els grecs a resistir els macedonis. A proposta de Demó de Peània (Demon, Démon Δήμων), un orador grec, fill d'una germana de Demòstenes, va proposar cridar al seu oncle, i la proposta fou aprovada. Es va enviar un trirrem a recollir-lo i va entrar a Atenes en triomf. Els grecs van destruir l'exèrcit de Lleonat que venia en ajut d'Antípater, però van perdre la Batalla de Cranó o Cranon (322 aC).
Les negociacions de pau que van seguir es van fer per separat i Atenes es va quedar sola. Antípater i Cràter van anar cap a Atenes i Demòstenes i els seus partidaris van haver de fugir. A proposta de Demades, el van sentenciar a mort en absència. Demòstenes es va refugiar a Calàuria al temple de Posidó; allí fou perseguit per Àrquies, que el va trobar i el convidà a presentar-se davant Antípater; Demòstenes, per no caure a les seves mans, es va suïcidar (10 de Pyanepsion del 322 aC).
Sembla que va escriure 65 discursos, dels quals se n'han conservat 60 o 61. Es conserven 56 exordia o discursos públics i sis cartes amb el seu nom, l'autenticitat de les quals és, però, dubtosa.

## Obres

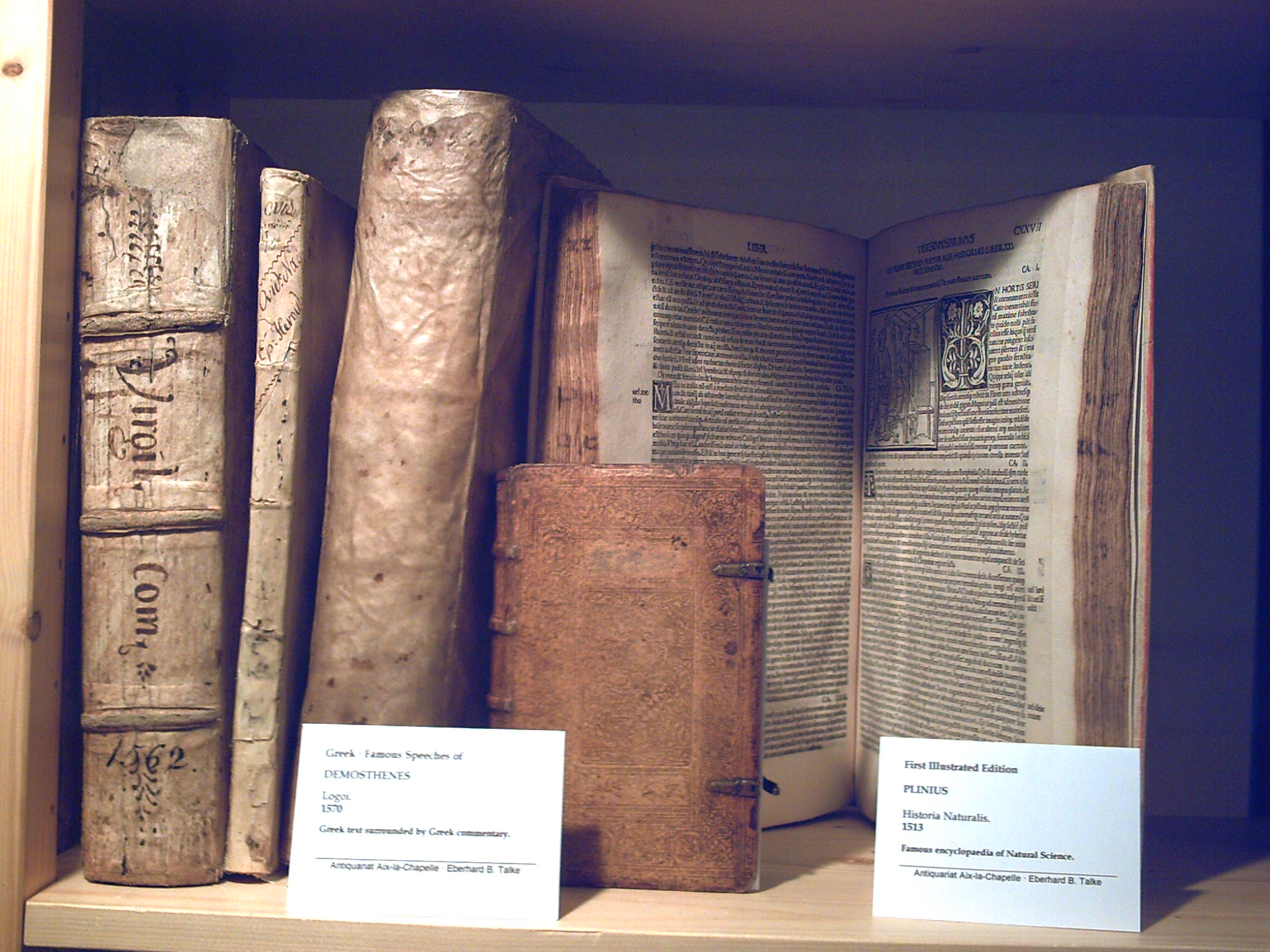
El Logoi, els famosos discursos de Demòstenes, en una edició de 1570, en grec, juntament amb altres obres del mateix període.

Sembla que Demòstenes va publicar la majoria dels seus discursos, possiblement tots. Després de la seva mort, els textos de les seves obres el van sobreviure, sent guardats a Atenes i a la Biblioteca d'Alexandria. A Alexandria els textos es van incorporar al cos de literatura grega clàssica que va ser preservat, catalogat i utilitzat pels estudiosos del període hel·lenístic. Des de llavors i fins al segle iv es van multiplicar les còpies dels seus discursos, per la qual cosa van estar en una situació relativament bona per sobreviure al fosc període comprès entre els segles VI i IX d. C. Finalment, han arribat als nostres dies un total de seixanta-un discursos de Demòstenes. Friedrich Blass, de l'Escola Clàssica alemanya, creu que l'orador va escriure nou discursos més, però que no han sobreviscut.
Les edicions modernes dels discursos es basen en manuscrits dels segles X i XI d. C. L'autoria d'almenys nou dels seixanta-un discursos és motiu de discussió.
També han arribat als nostres dies cinquanta-sis pròlegs i sis cartes. Els pròlegs eren obertures de discursos de Demòstenes, i van ser recopilades per a la Biblioteca d'Alexandria per Calímac, que creia en l'autoria de Demòstenes. Els estudiosos moderns, però, estan dividits: alguns els rebutgen, mentre que d'altres, com Blass, opinen que són autèntics. Les cartes estan escrites amb el nom de Demòstenes, però la seva autoria ha estat durament discutida.
Els discursos polítics principals són els següents:
- Primera filípica (vers 352 aC)
- Tres olintíaques (vers 349 aC)
- El discurs de la pau (vers 346 aC)
- Segona filípica (vers 344 aC)
- Sobre l'Halonès (vers 343 aC) que alguns atribueixen en realitat a Hegesip.
- Περὶ τῶν ἐν Χερροονήσῳ (vers 342 aC)
- Tercera filípica (vers 342)
- Quarta filípica (vers 341 aC), considerada espúria.
- Πρὸς τὴν Ἐπιστολὴν τὴν Φιλίππου (340 aC), considerada espúria.

### Altres discursos polítics
- Περὶ Συντάξεως (353 aC), considerat espuri.
- Περὶ Συμμοριῶν (354 aC)
- Ὑπὲρ Μεγαλοπολιτῶν (353 aC)
- Περὶ τῆς Ῥοδίων ἐλευθερίας (351 aC)
- Περὶ τῶνπρὸς Ἀλέξανδρον συνθηκῶν (325 aC), considerat espuri.

### Discursos privats
- Περὶ Στεφάνου (Sobre la corona), del 330 aC
- Περὶ τῆς Παραπρεδβείας (342 aC)
- Περὶ τῆς ἀτελείας πρὸς Λεπτίνην (355 aC)
- Κατὰ Μειδίου περὶ τοῦ κονδύλου (355 aC)
- Κατὰ Ἀνδροτίωνος παρανόμων (355 aC)
- Κατὰ Ἀριδτοκράτους (352 aC)
- Κατὰ Τιμοκράτους (353 aC)
- Dos discursos contra Aristogeiton (338 aC), dubtosos.
- Dos discursos contra Afobe (364 aC)
- Πρὸς Ἄφοβον ψευδομαρτυριῶν, dubtós.
- Dos discursos contra Onetor
- Παραγραφὴ πρὸς Ζηνόθεμιν (després del 355 aC)
- Πρὸς Ἀπατούριον παραγρηραφή
- Πρὸς Φορμίωνα περὶ δανείου (vers 332 aC)
- Προς τὴν Λακρίτου παραγραφήν, dubtós.
- Ὑπὲρ Φορμίωνος παραγραφή (350 aC)
- Πρὸς Πανταίνετον παραγραφή (després del 347)
- Πρὸς Ναυσίμαχον καὶ Ξενοπείθη παραγραφή
- Πρὸς Βοιωτὸν περὶ του ὀνόμαατος, vers 351 o 350 aC, atribuït per alguns a Deinarc.
- Πρὸς Βοιωτὸν ?πὲρ προικὸς μητρῴας (347 aC)
- Πρὸς Σπουδίαν ὑπὲρ προικός
- Πρὸς Φαίνιππον περὶ ἀντιδόσεως
- Πρὸς Μακάρτατον περὶ Ἁγνίου κλήρου
- Πρὸς Λεοχάρη περὶ τοῦ κλήρου
- Dos discursos contra Esteve (abans del 343 aC), dubtosos.
- Περὶ Εὐέρλου καὶ Μνησιβούλου ψευδομαρτυριῶν (abans del 355 aC) dubtós.
- Κατὰ Ὀλυμπιοδώρου βλάβης (després del 343 aC)
- Πρὸς Τιμόθεον ὑπὲρ χρέεως (entre 363 i 354 aC), considerat espuri.
- Πρὸς πολυκλέα περὶ τοῦ ἐπιτριηραρχήματος (després del 361 aC)
- Περὶ τοῦ Στεφάνου τῆς τριηραρχίας, (després del 361 aC) dubtós.
- Πρὸς Κάλλιππον (364 aC)
- Πρὸς Νικόστρατον περὶ τῶν Ἀρεθουσίου ἀνδραπόδων
- Κατὰ Κόνωνος αβἰκίας (343 aC)
- Πρὸς Καλλακλέα περὶ χωρίου
- Κατὰ Διονυσοδώρου βλάβης (329 aC)
- Ἔφεσις πρὸς Εὐβουλίδην (després del 346 aC)
- Κατὰ Θεοκρίνου ἔνδειξις (325 aC), probablement obra en realitat de Deinarc.
- Κατὰ Νεαίρας, (340 aC), considerat espuri.

### Mostres de discursos
- Ἐπιτάφιος (338 aC), considerat espuri.
- Ἐρωτικός, considerat espuri.

### Discursos perduts
- Διφίλῳ δημηγορικὰς αἰτοῦντι δωρεάς
- Κατα Μέδοντος
- Πρὸς Πολύευκτον παραγραφή
- Περὶ χρυσίου
- Περὶ τοῦ μὴ ἐκδοῦναι Ἅρπαλον
- Κατὰ Δημάδου
- Προς Κριτίαν περὶ τοῦ ἐνεπισκήμματος
- Ὑπὲρ ?ητόρων (dubtós)
- Ὑπὲρ Σατύρου τῆς ἐπιτροπῆς πρὸς Χααρίδημον, possible obra de Deinarc.

## Traduccions catalanes
- Arengues, vol. I. (Edició bilingüe grec-català, 130 pàgines dobles) Traducció: Joan Petit. Fundació Bernat Metge, Barcelona, 1932.